# Opuntia pycnantha
Opuntia pycnantha är en kaktusväxtart som beskrevs av Georg George Engelmann och John Merle Coulter. Opuntia pycnantha ingår i släktet fikonkaktusar, och familjen kaktusväxter. Inga underarter finns listade i Catalogue of Life.